# بستان

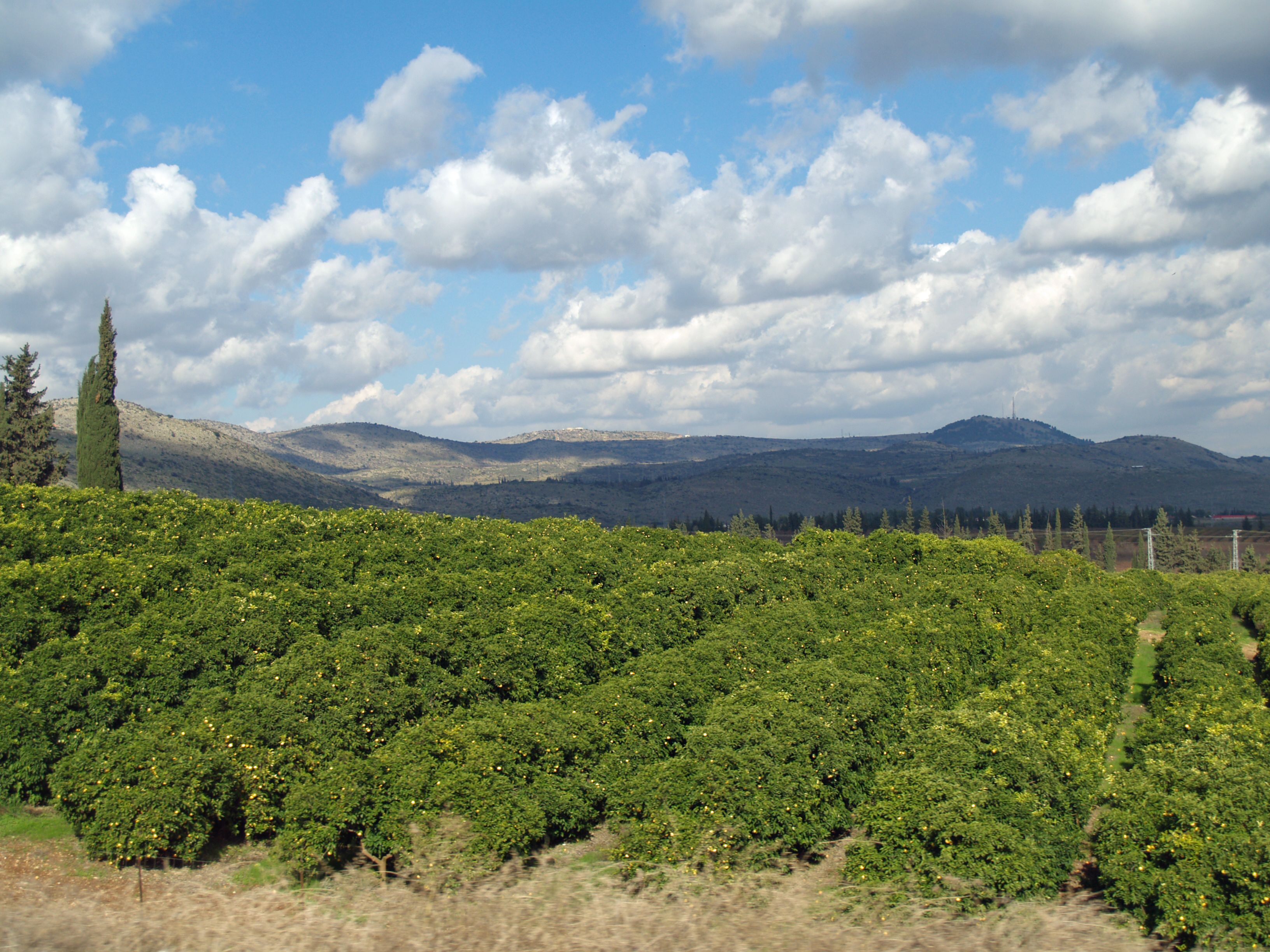
بستان ليمون في الجليل الأعلى في فلسطين المحتلة.

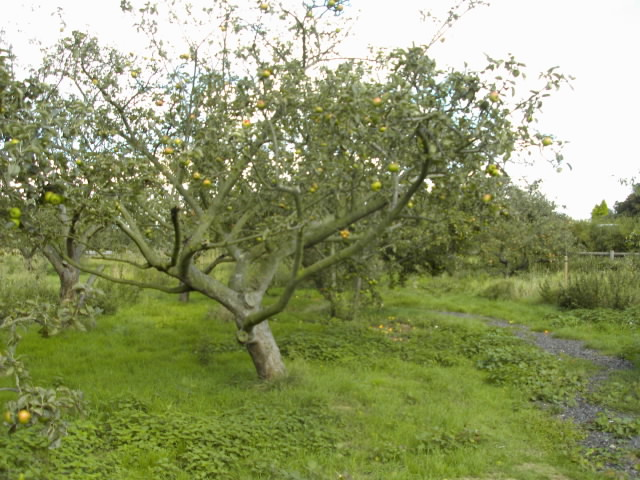
بستان تفاح ذات ملكية مشتركة تمت زراعته في الأصل لاستخدامات الإنتاج خلال العشرينيات من القرن الماضي في ضاحية ويستكليف أون سي(Westcliff on Sea) (مقاطعة إسكس، إنجلترا)

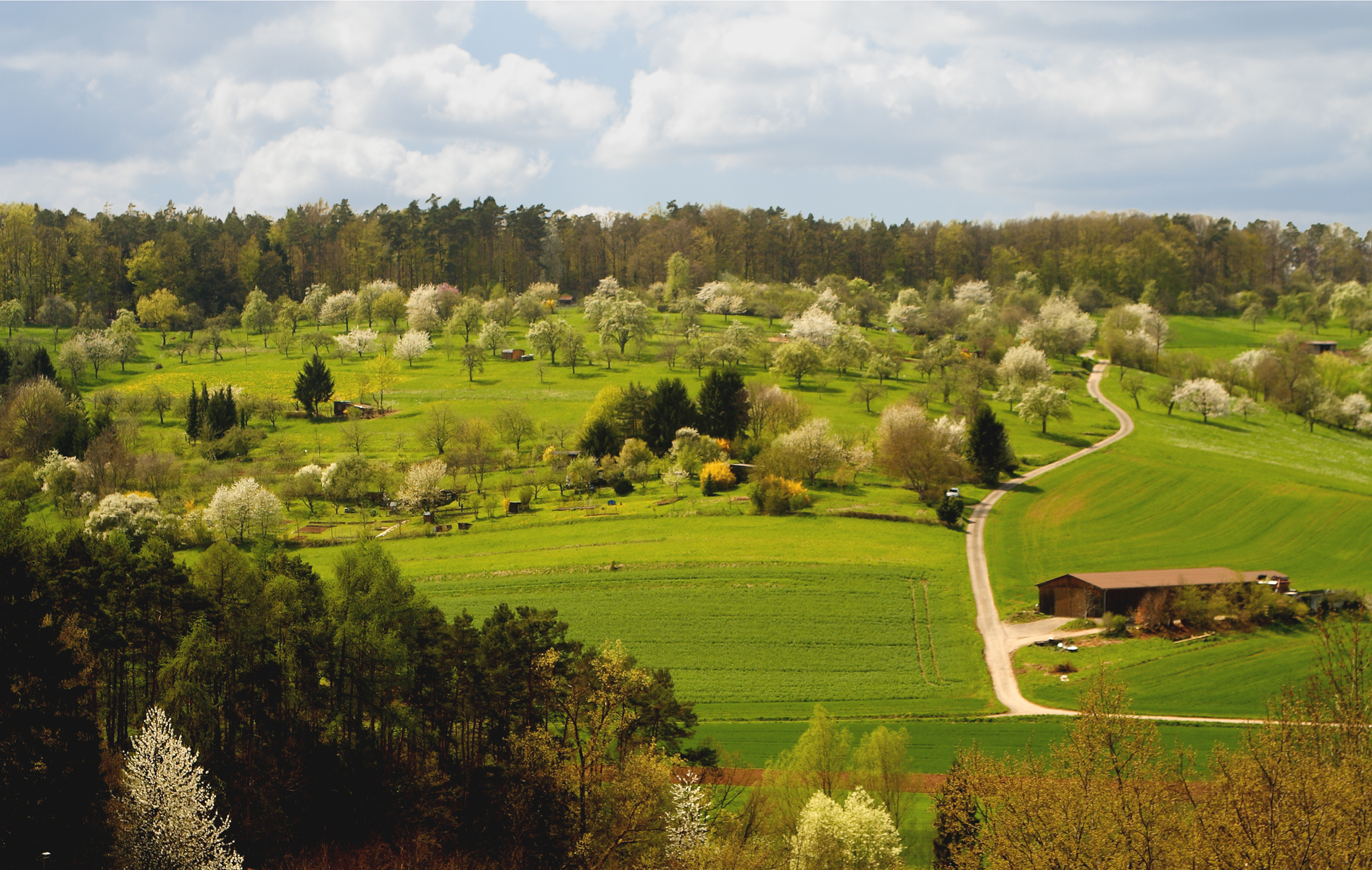
ستريوبيستويز(Streuobstwiese)، عبارة عن بستان في مجتمع ريفي، عادة ما يكون لاستخدامات الإنتاج. وهو اليوم معروف بجودته من حيث الموطن والتنوع البيولوجي

البستان هو كل أرض يحيطها حائط وفيها نخيل متفرّقة، وأعناب وأشجار، يمكن زراعة ما بين الأشجار. فإن كانت الأشجار ملتفّة لا يمكن زراعة أرضها فهي كرم.

## زراعة
البستان يقصد به الزراعة المقصودة للأشجار أو الشجيرات التي يتم الاحتفاظ بها من أجل إنتاج الغذاء. تتألف البساتين من الفاكهة أو الأشجار المنتجة للمكسرات والتي يتم زرعها للإنتاج التجاري. كما تُعد البساتين في بعض الأحيان ميزة من ميزات الحدائق الكبرى، حيث إنها تؤدي خدمة جمالية فضلاً عن أنها تؤدي غرضًا إنتاجيًا. وحديقة الفاكهة تكون عادة مرادفة للبستان، على الرغم من أنها تقع على نطاق غير تجاري أصغر وقد تؤكد على أفضلية شجيرات العوزة (التوت) من بين أشجار الفاكهة.
تقع البساتين التي تتم زراعتها في المناطق ذات المناخ المعتدل في شبكة منتظمة، ويكون بها عشب مقصوص أو مجزوز أو قاعدة تتألف من تربة عارية، والتي تجعل من عملية رعاية وتجميع الفاكهة أمرًا سهلاً.
وفي الأساس، تمت زراعة العديد من البساتين إلى جانب الحانات
حتى يتسنى حصاد الفاكهة بسهولة لعمل المشروبات الكحولية مثل عصير التفاح والنبيذ. ولا تزال العديد من الحانات التقليدية تحافظ على البساتين الخاصة بها للحفاظ على الموروث التقليدي، لكن نادرًا ما تتم صناعة الكحول من الفاكهة التي تنتجها.
ولا يزال مركز التسوق أولد أورشارد (Old Orchard) في مقاطعة ديفون في إنجلترا ينتج عصير التفاح من البستان الخاص به.
وغالبًا ما تتركز البساتين بالقرب من المسطحات المائية، حيث تكون التقلبات المناخية المناخية معتدلة ويتأخر وقت الإنبات حتى يمر خطر الصقيع.
أما حديقة الغابة فهي عبارة عن نظام إنتاج غذائي يرتبط ارتباطًا وثيقًا بالبستان. وقد أدى التحرك باتجاه إنتاج قهوة أكثر صداقة للبيئة إلى إنتاج قهوة من حدائق الغابات. ويتم إنتاج المكسرات البرازيلية والمطاط بهذه الطريقة في بعض المناطق.
وفي الأغلب، تتم زراعة بساتين مختلطة. وفي أوروبا، تتم زراعة السفرجل في بعض الأحيان مع التفاح.

## بستان ميدو (ستريوبستويز)
ستريوبستويز (الجمع. ستريوبستويزن) وهي كلمة ألمانية تعني مرج مع بعض أشجار الفاكهة المتناثرة أو أشجار الفاكهة المزروعة في حقل. ستريوبستويز أو بستان المرج, هو عبارة عن منظر طبيعي تقليدي في المناخ المعتدل والبحري في أوروبا الغربية القارية. ففي القرن التاسع عشر وأوائل القرن العشرين، كانت ستريوبستويزن عبارة عن نوع من بساتين المجتمع الريفي التي تهدف إلى الزراعة الإنتاجية للفاكهة الحجرية. وفي السنوات الأخيرة، قام علماء البيئة بالضغط بنجاح لتوفير دعم الدولة للمواطن ذي القيمة والتنوع البيولوجي والمناظر الطبيعية، التي يتم استخدامها أيضًا للحفاظ على بساتين المرج القديمة. حيث توفر كل من البساتين التقليدية وبساتين المرج موطنًا مناسبًا للعديد من فصائل الحيوانات التي تعيش في مشهد يتمتع بالثقافة. ولعل من الأمثلة البارزة الهدهد الذي يعيش في تجويفات أشجار الفاكهة القديمة، وفي غياب مواقع تعشيش بديلة، فإنه يكون مهددًا في العديد من أجزاء أوروبا، وذلك نظرًا لتدمير البساتين القديمة.

## المحاصيل
مناطق استوائية
- نخل الآساي
- الموز
- المكسرات البرازيلية
- الكاجو
- الكاكاو
- جوز الهند
- القهوة
- الدوريان
- الجوافة
- مانجو
- البابايا
- ماراجويا
- الأناناس
- الرمان
- الرامبوتان
- الشاي

المنطق شبه الاستوائية
- الأفوكادو
- الحمضيات
- كاسترد التفاح
- نخيل البلح
- ليتشي
- مكسرات مكاديميا
- الزيتون

المناطق المعتدلة
- اللوز
- التفاح
- المشمش
- الميريقة
- التوت الأسود
- التوت الأزرق
- توت البويزن
- الكريز
- القسطل
- التوت البري
- مكسرات الجنكة
- برقوق الحاكم
- العنب
- البندق
- الخوخ
- الكمثرى
- جوز البقان
- البرسيمون
- البرقوق
- التوت الأحمر
- الفراولة
- كمثرى الرمال
- الجوز

## التخطيط
تخطيط البستان هو عبارة عن تقنية لزراعة المحاصيل وفقًا لنظام مناسب.
هناك العديد من الطرق المختلفة للزراعة وبالتالي العديد من التخطيطات المختلفة. تشمل بعض هذه التخطيطات ما يلي:
1. الطريقة المربعة
2. الطريقة المستطيلة
3. الطريقة المربعة
4. الطريقة المثلثة
5. الطريقة السداسية (أو مثلث متساوي الأضلاع)
6. طريقة الكفاف (أو التدريج)

وقد تختلف هذه الأنظمة بدرجة أو أخرى وفقًا للأنواع المختلفة.

## البساتين حسب المنطقة

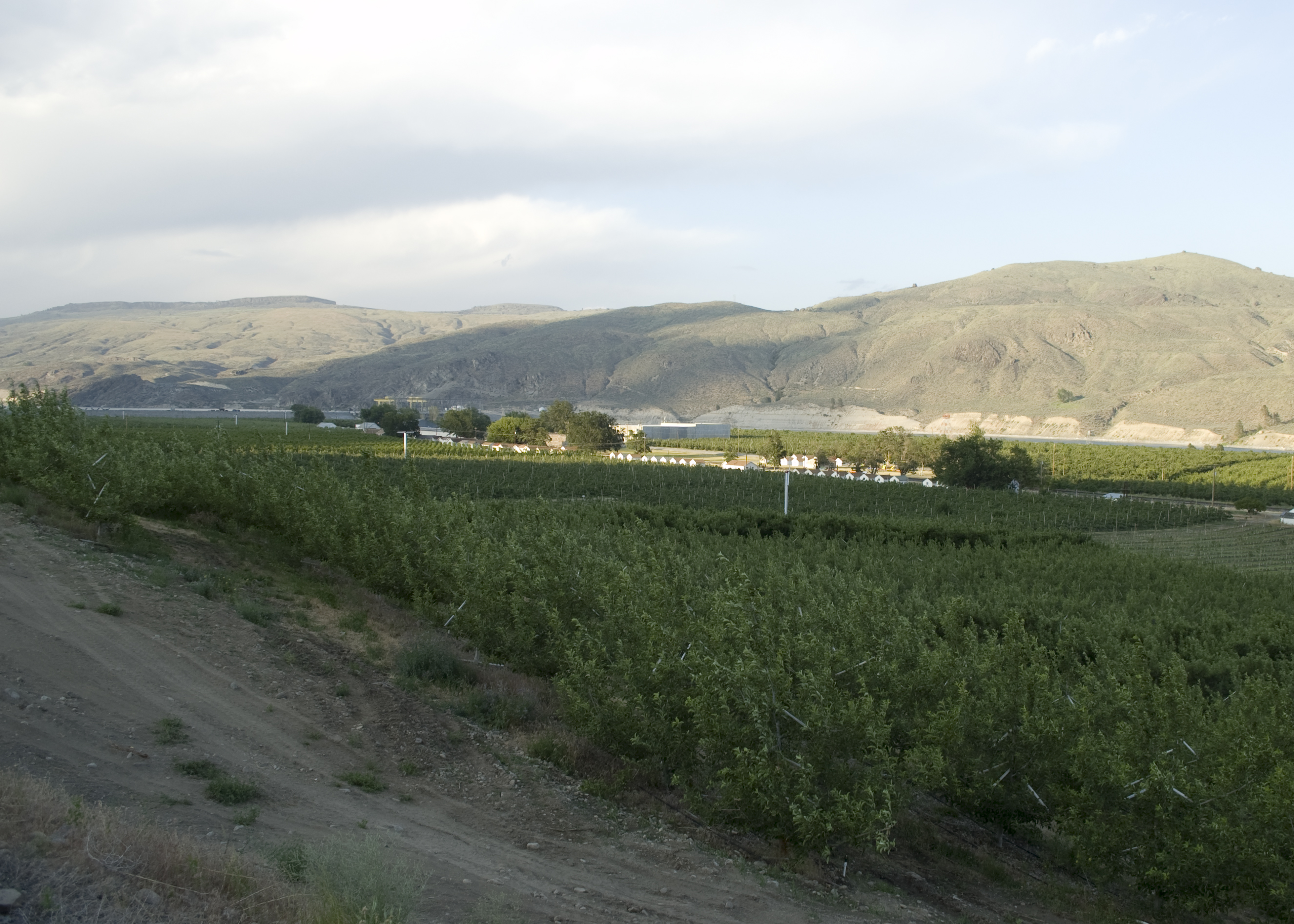
تُحيط بساتين التفاح في أزويل (Azwell)، واشنطن بمجموعة من كبائن قاطفات الفاكهة

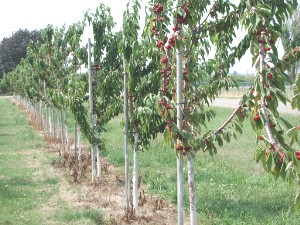
بستانالكريز الحمضي على شاطئ بحيرة إيري (Erie) (ليمنجتون (Leamington)، أونتاريو)

ولعل أكثر البساتين رحابة في الولايات المتحدة هي بساتين التفاح والبرتقال، على الرغم من أن بساتين الحمضيات هي الأكثر شيوعًا ليطلق عليها اسم بساتين. ولعل أكثر مناطق بساتين التفاح رحابة في شرق ولاية واشنطن، مع وجود منطقة بستان تفاح أصغر لكنها هامة في معظم ولاية نيويورك. وتتوافر بساتين البرتقال الشاسعة في فلوريدا وجنوب كاليفورنيا. وفي شرق أمريكا الشمالية، كانت توجد العديد من البساتين على طول شواطئ بحيرة ميتشجن (مثل منطقة فروت ريدج) وبحيرة إيري وبحيرة أونتاريو.
وفي كندا، انتشرت بساتين التفاح وغيرها من بساتين الفاكهة على نطاق واسع في شبه جزيرة نياجرا، جنوب بحيرة أونتاريو. وتعرف المنطقة باسم حزام الثمار بكندا، وعلاوة على التسويق التجاري واسع النطاق للثمار، فإنه ملعب مفضل لممارسة أنشطة «التقط بنفسك» في فصل الصيف.
وموريكا (Murcia) هي عبارة عن منطقة بساتين أساسية (أو بستان) في أوروبا، وتنتج محاصيل الحمضيات. كما تضم نيوزيلندا والصين والأرجنتين وتشيلي بساتين تفاح واسعة.

## المدن المرتبطة بالبساتين
كانت تسمى آبار تنبري (Tenbury) الواقعة في مقاطعة وركسترشاير (Worcestershire) مدينة البساتين، منذ القرن التاسع عشر، حيث كانت تُحيط بها بساتين شاسعة. واليوم، يتم الاحتفال بهذا التراث من خلال حفل تفاح سنوي.

## المطارات المرتبطة بالبساتين
- مطار أوهير الدولي

## بساتين تاريخية

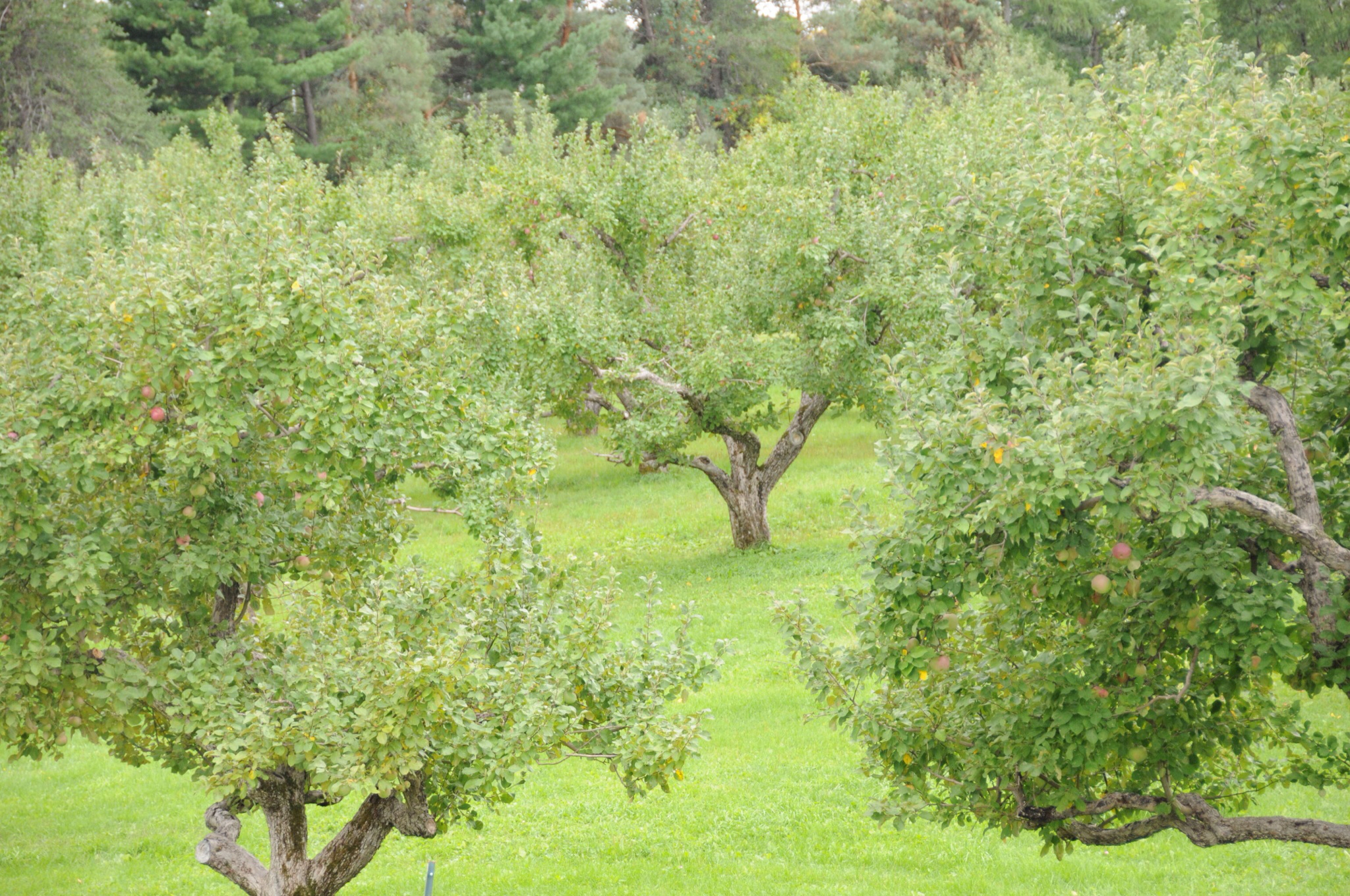
بستان التفاح الذي نما قديمًا في ولاية أوتاوا (Ottawa) بكندا

- كان منزل البستان الواقع في كونكورد بولاية ماساتشوستس (Massachusetts) هو سكن كاتبة أمريكية شهيرة لويزا ماي ألكوت (Louisa May Alcott).
- فروتا بولاية أوتا هي جزء من متنزه كابيتول ريف (Capitol Reef) الوطني كانت تضم بساتين المورمون الرائدة التي حافظت عليها خدمة الحدائق الوطنية بالولايات المتحدة.

## منظمات وخطط المحافظة على البساتين وترقيتها في إنجلترا
- قدمت إنجلترا الطبيعية، من خلال خطة الإشراف على الريف الخاصة بها والإشراف البيئي وخطة المناطق الحساسة بيئيا، منحة مساعدة ومشورة للحفاظ على وتعزيز وإعادة إنشاء البساتين التاريخية.[8]
- وقد قدمت منظمة "رابطة البساتين" المشورة بشأن كيفية إدارة والحفاظ على بساتين مقاطعة ديفون فضلاً عن تمكين المجتمع المحلي من استخدام منتجات البساتين المحلية.[9] وقد قامت منظمة يطلق عليها "أورشاردس لايف (Orchards Live) بنفس العمل في شمال مقاطعة ديفون.[10]
- ويهدف «الاتحاد الشعبي للأنواع المهددة بالانقراض» إلى تحديد وتقييم ورسم كافة البساتين التقليدية داخل إنجلترا.[11]
- كما وضعت شراكة التنوع البيولوجي في المملكة المتحدة قائمة بالبساتين التقليدية وحددت أولوية موطن خطة عمل التنوع البيولوجي في المملكة المتحدة.[12]
- وقد رسم مشروع ويلتشاير (Wiltshire) التقليدي للبساتين وحافظ على واستعاد البساتين التقليدية في مقاطعة ويلتشاير بإنجلترا.

## وصلات خارجية
- Home Orchard Society
- North American Fruit Explorers
- Orchards pathway on England In Particular
- دليل إنتاج الأشجار المثمرة في ولاية بنسلفانيا (Pennsylvania)؛ دليل حول كيفية إعداد بستان بطريقة عملية
- Traditional Orchards A Summary[وصلة مكسورة] by Natural England. كما تتوافر منشورات مجانية أخرى في نفس السلسلة على هذا الموقع الإلكتروني.